# Pfungstädter Brauerei Hildebrand
Die Pfungstädter Brauerei GmbH ist eine Brauerei in Südhessen am Rand des Odenwalds mit über 190-jähriger Tradition.

## Geschichte

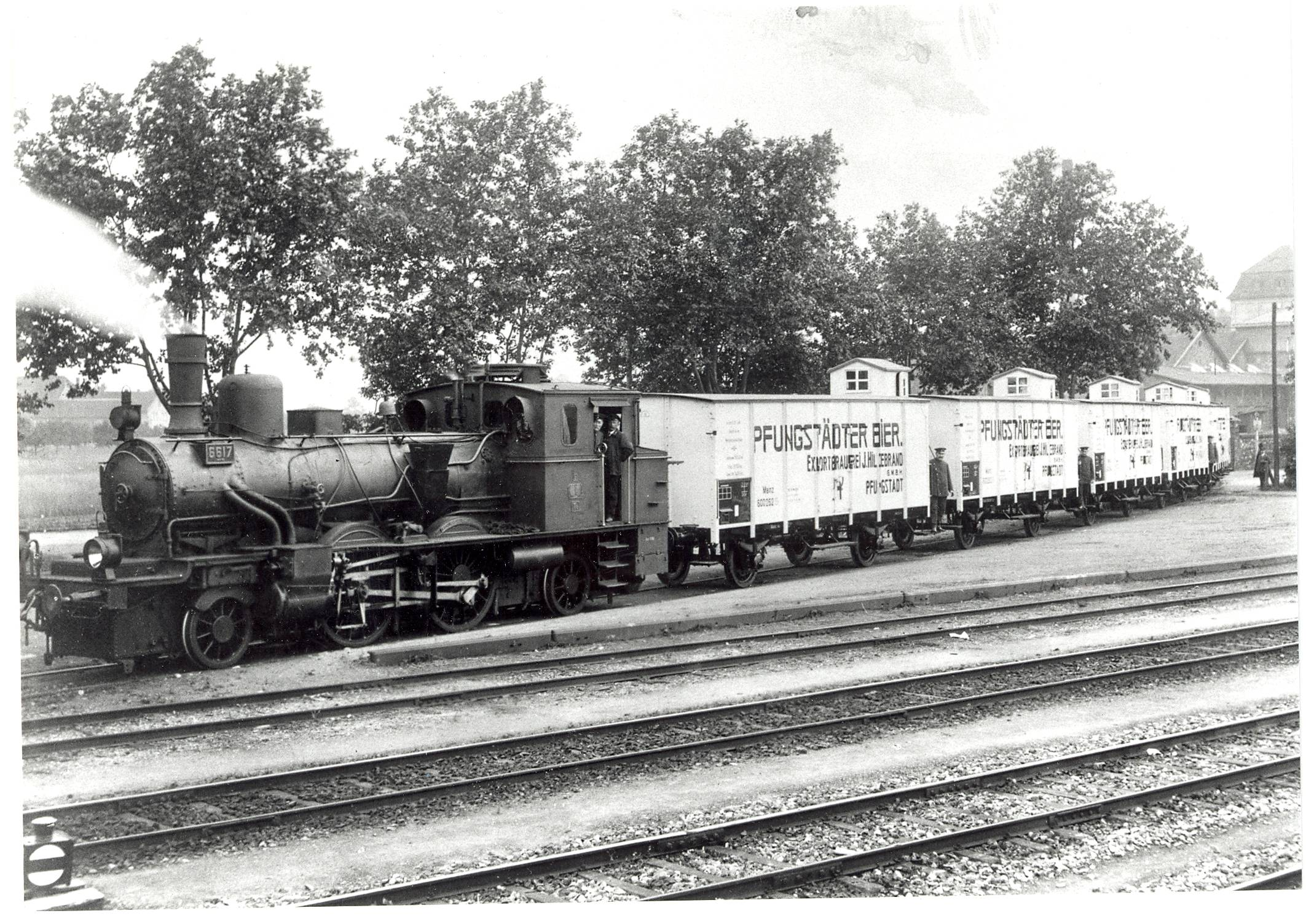
Anschlussgleis der Brauerei an die Pfungstadtbahn um 1900

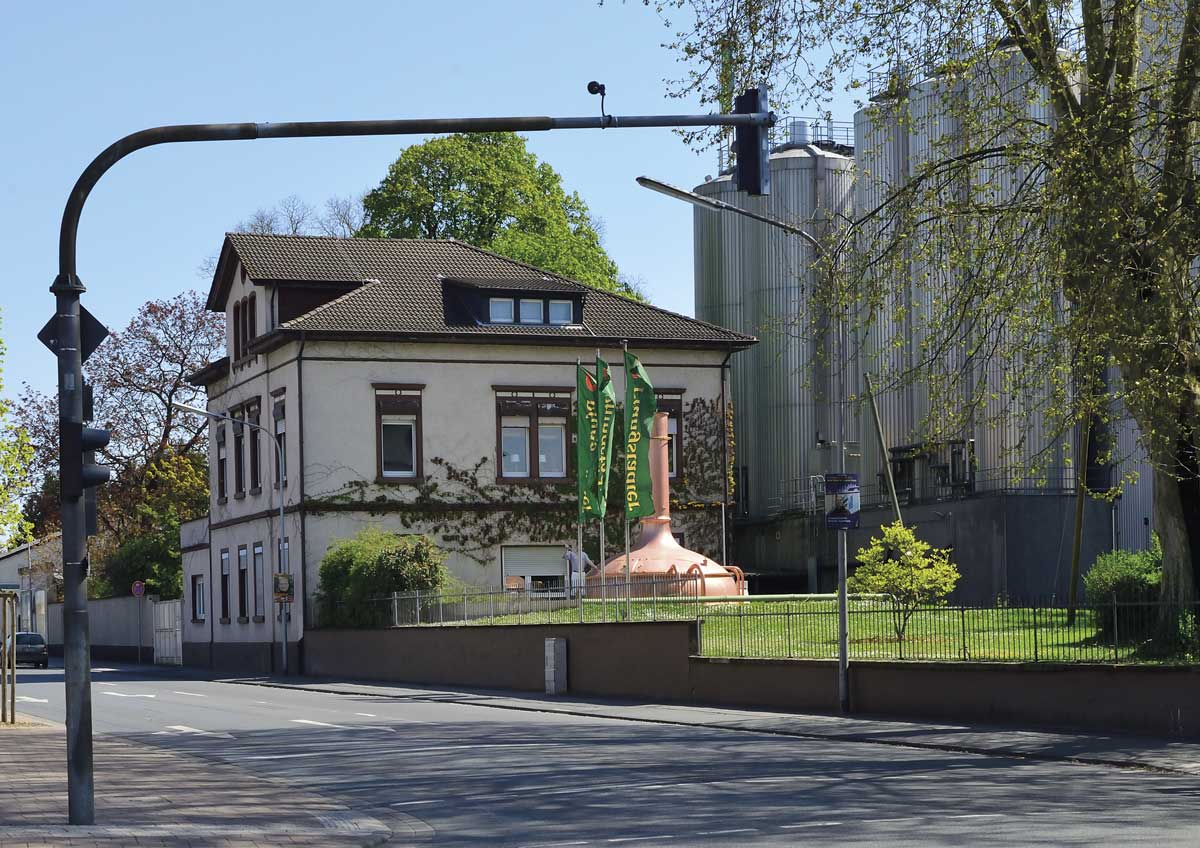
Die Pfungstädter Brauerei im Jahr 2017

1831 braute der Gründer Justus Hildebrand sein Bier in Hahn, einer Nachbargemeinde und heutigem Stadtteil von Pfungstadt. Die Brauerei hieß damals Zum Hirsch und entstand im Gasthaus Zum Hirschen in der heutigen Gernsheimer Straße 82. Betrug der jährliche Ausstoß der Gasthausbrauerei zunächst nur 200 Hektoliter, wurde sie in den nächsten Jahren so erfolgreich, dass der Betrieb 1846 nach Pfungstadt verlegt wurde. Mit dem Umzug änderte die Brauerei ihr Zeichen von der Abbildung eines Hirschs zu einem Hufeisen aus dem Pfungstädter Stadtwappen.
1855 begann Justus Ulrich eine Ausbildung in der Brauerei; später wurde er zum Geschäftsführer der Brauerei und Schwiegersohn des Brauereigründers. Der Ausstoß konnte kontinuierlich gesteigert werden, bis 1861 auf 3296 und bis 1867 auf 13.000 Hektoliter. 1868 wurde eine eigene Mälzerei auf dem Brauereigelände errichtet. Die Pfungstädter Brauerei lieferte in zahlreiche Länder und erzielte internationale Erfolge und Auszeichnungen. Medaillen, die das Bier bis 1881 in Paris, Hagenau/Elsass, Wien und Philadelphia gewinnen konnte, waren lange Zeit auf dem Flaschenetikett abgebildet. Durch ihren wirtschaftlichen Erfolg förderte die Brauerei den Wohlstand der ganzen Region.
Durch die beiden Weltkriege und die damit verbundenen Handelsbeschränkungen ging der Absatzmarkt zurück. 1945 wurde die Brauerei von Alliierten besetzt, sie förderten deren Wiederaufbau. 1955 wurde der Betrieb grundlegend modernisiert und der Ausstoß erreichte erstmals 150.000 Hektoliter. Auf dieser Grundlage entwickelte sich Pfungstädter zu einer der größten Privatbrauereien in Hessen, die im Jahr 2004 mit 473.000 Hektoliter den größten Bierausstoß ihrer Geschichte erreichte.
Die Brauerei Schönberger aus Groß-Bieberau wurde von den Pfungstädtern übernommen und deren Bier wird nun ebenfalls in Pfungstadt hergestellt. Des Weiteren braut die Pfungstädter Brauerei das Bier der Marke Köthener, einer ehemaligen Brauerei aus Sachsen-Anhalt. Zudem gehörte der Pfungstädter Brauerei die Brauerei Treiber GmbH in Ludwigshafen-Oggersheim bis zu deren Löschung aus dem Handelsregister im Jahr 2010. Das Treiber-Bier wird weiter von Pfungstädter gebraut und seit 2015 wieder aktiv vermarktet. 2016 wurde die Brauerei Michelstädter Bier übernommen.
Es existieren zwei Brauereiausschänke: Der erste wurde bereits 1880 eröffnet, als Justus Hildebrand das Restaurant Sitte in Darmstadt erwarb, das auch heute noch unter diesem Namen geführt wird. Der Pfungstädter Brauereigasthof ist der zweite Brauereiausschank, er befindet sich direkt neben dem Brauereigelände in Pfungstadt.
Im Rahmen eines Schutzschirmverfahrens wurde das Brauereigelände im Sommer 2020 an den Unternehmer Daniel Hopp (Mannheim) und den Projektentwickler Conceptaplan (Dossenheim) verkauft. Darauf sollen Wohnungen errichtet werden. Die Brauerei wurde zum 1. Dezember 2020 vom Anlagenbauer Lauer GmbH (Seeheim-Jugenheim) übernommen. Er plante, ein Abfüll- und Logistikzentrum in einem Industriegebiet in Pfungstadt zu errichten. Bis 2022 hatte er rund vier Millionen Euro investiert, um die Pfungstädter Brauerei wieder zukunftsfähig zu machen.
Mit Wirkung zum 1. März 2021 übernahm die Pfungstädter Brauerei die Privatbrauerei Michelsbräu aus Babenhausen.
Mitte Dezember 2022 teilte der Brauerei-Besitzer Uwe Lauer in einer Betriebsversammlung mit, dass die Brauerei im Jahr 2023 den Betrieb einstellen werde. Der Pachtvertrag für das Grundstück läuft zum 31. Dezember 2023 aus, und Conceptaplan will es schnell zu einem Wohnquartier entwickeln. An einem anderen Standort habe die Brauerei laut Lauer jedoch „definitiv keine Zukunft“.
Seit April 2023 wird das Bier nach Pfungstädter Rezeptur im circa 45 Kilometer entfernten bayerischen Großostheim in der Familienbrauerei Eder & Heylands gebraut.

## Produkte
2016 wurden 235.000 hl Bier gebraut. 67.000 hl davon wurden exportiert.

### Das Pfungstädter Sortiment
Pfungstädter Klassiker
- Edel-Pils Premium
- Export
- Helles
- 0,0% Alkoholfreies Bier

Pfungstädter UrWeizen mit Dinkelmalz
- UrWeizen Hell
- UrWeizen Kristall
- UrWeizen Dunkel
- UrWeizen alkoholfrei

Pfungstädter Brauspezialitäten
- Braumeisterpils
- Schwarzbier
- Urstoff Kellerbier
- Landbier
- Festbier – Märzen
- Sankt Nikolaus – dunkles Bockbier

Pfungstädter Radler
- Radler sommerfrisch
- Radler naturtrüb Zitrone
- Radler naturtrüb Grapefruit
- Radler alkoholfrei naturtrüb

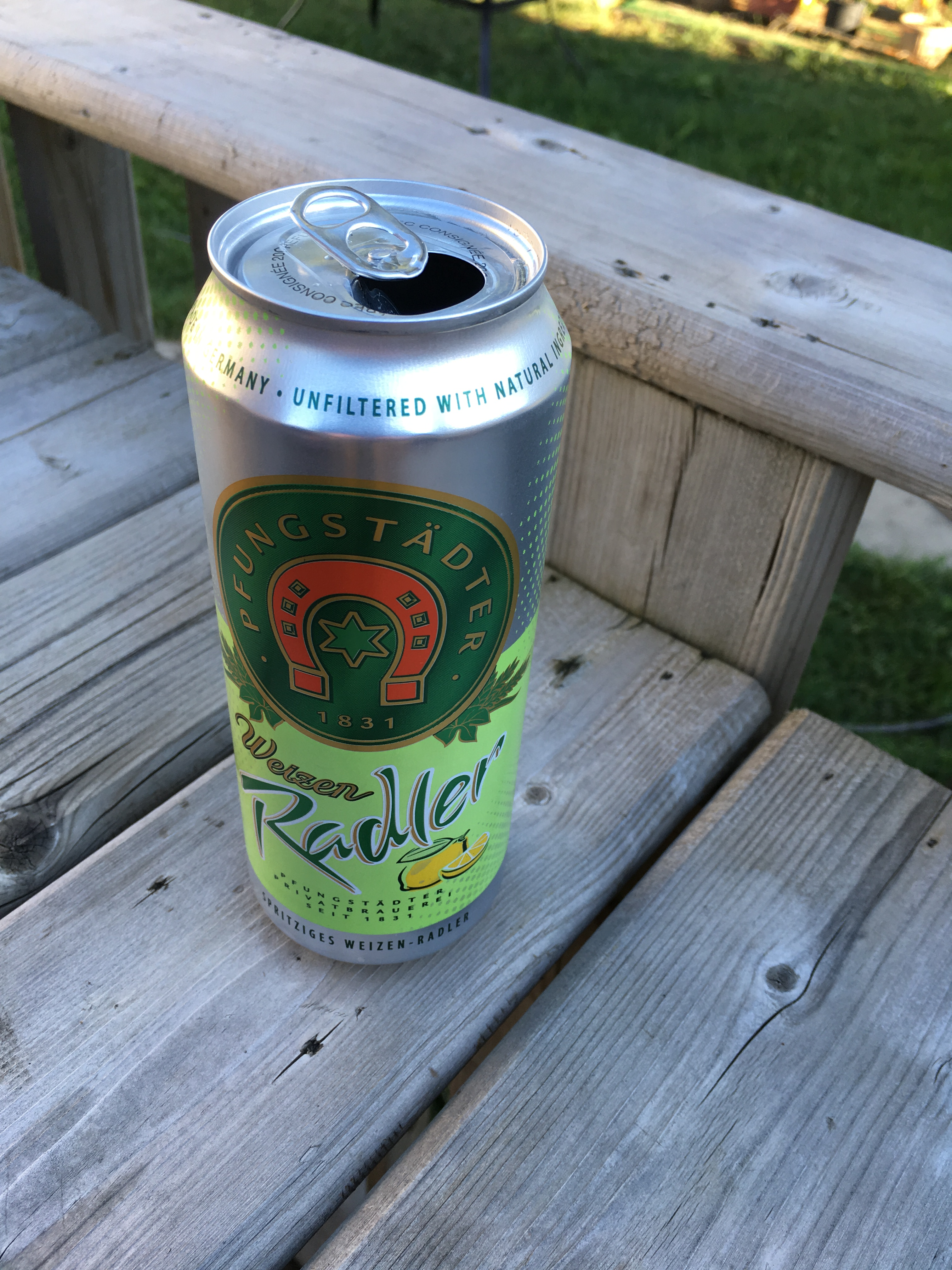
Pfungstaedter Weizen-Radler Dose (Kanada, 2017)

- Sportweizen – alkoholfreier Weizenradler mit Ca und Mg

AfG-Sortiment
- Brauer Limo (Fassbrause)
- Brauer Cola
- Brauer Wasser

### Schönberger
- Landbier
- Ur-Pils
- Helles
- Weizen
- Schwarzbier

### Treiber-Bier
- Treiber 1880 Original Helles
- Treiber Weizen
- Treiber Pils

### Michelstädter Bier
- Pilsener
- Hefeweizen
- Dunkles